# Józef Pawlak
Józef Pawlak (* 29. Juni 1949 in Karnice; † 26. Februar 2012 in Legnica) war ein polnischer Politiker (PSL, PEiR „Nadzieja“, Samoobrona). Er gehörte von 1991 bis 1993 dem Sejm in dessen I. Wahlperiode an.

## Leben und Beruf
Nach dem Besuch der landwirtschaftlichen Fachschule in Wojsławice studierte Józef Pawlak Industrieökonomie. Er bewirtschaftete einen bäuerlichen Kleinbetrieb und arbeitete später für J&S Energy. Er war stellvertretender Vorsitzender der Nationalen Vereinigung der Maschinenringe. Von 2005 bis 2007 war er Mitarbeiter des Sejm-Abgeordneten Hubert Costa.
Pawlak war verheiratet und hatte zwei Kinder. Er wurde auf dem städtischen Friedhof in Legnica beigesetzt.

## Politik
Bei der ersten vollständig freien Parlamentswahl 1991 wurde Pawlak als Mitglied der Polskie Stronnictwo Ludowe (PSL) in den Sejm gewählt. 1992 wechselte er in die Partia Emerytów i Rencistów „Nadzieja“. Später kehrte er zur PSL zurück, für die er bei der Parlamentswahl 2001 erfolglos  kandidierte. In der Folgezeit schloss er sich der Samoobrona an. Nachdem er bei der Parlamentswahl 2005 noch gescheitert war, wurde er bei den Selbstverwaltungswahlen 2006 für die Samoobrona in den Sejmik der Woiwodschaft Niederschlesien gewählt. 2008 wechselte er erneut zur PSL und wurde für diese 2010 stellvertretender Sejmik-Vorsitzender. Für die PSL kandidierte er bei den Selbstverwaltungswahlen 2010 allerdings erfolglos zum niederschlesischen Sejmik.

## Ehrungen
- 2010 Offizierskreuz des Ordens Polonia Restituta[7]